# Ledella parva
Ledella parva is een tweekleppigensoort uit de familie van de Nuculanidae. De wetenschappelijke naam van de soort is voor het eerst geldig gepubliceerd in 1897 door Verrill & Bush.